# Cathédrale-basilique de Léon
La cathédrale-basilique de León est une cathédrale catholique située au Mexique dans la ville de León, capitale du Guanajuato.
Elle est dédiée à la Vierge Marie, sous le vocable de Sainte Mère de la Lumière (« Madre Santísima de la Luz »).

## Historique
Elle a été construite de 1732 à 1878 dans un style néoclassique. La construction a été interrompue en 1767 avec l'expulsion des jésuites d'Espagne. La construction a recommencée à partir des années 1830 en particulier dans les années 1860 sous l'égide de l'évêque José María de Jesús Diez de Sollano. Les deux tours ont été achevées en 1876 et 1878.
Manuel Gómez Ibarra est l'architecte qui a conçu le dôme.

## Dimensions

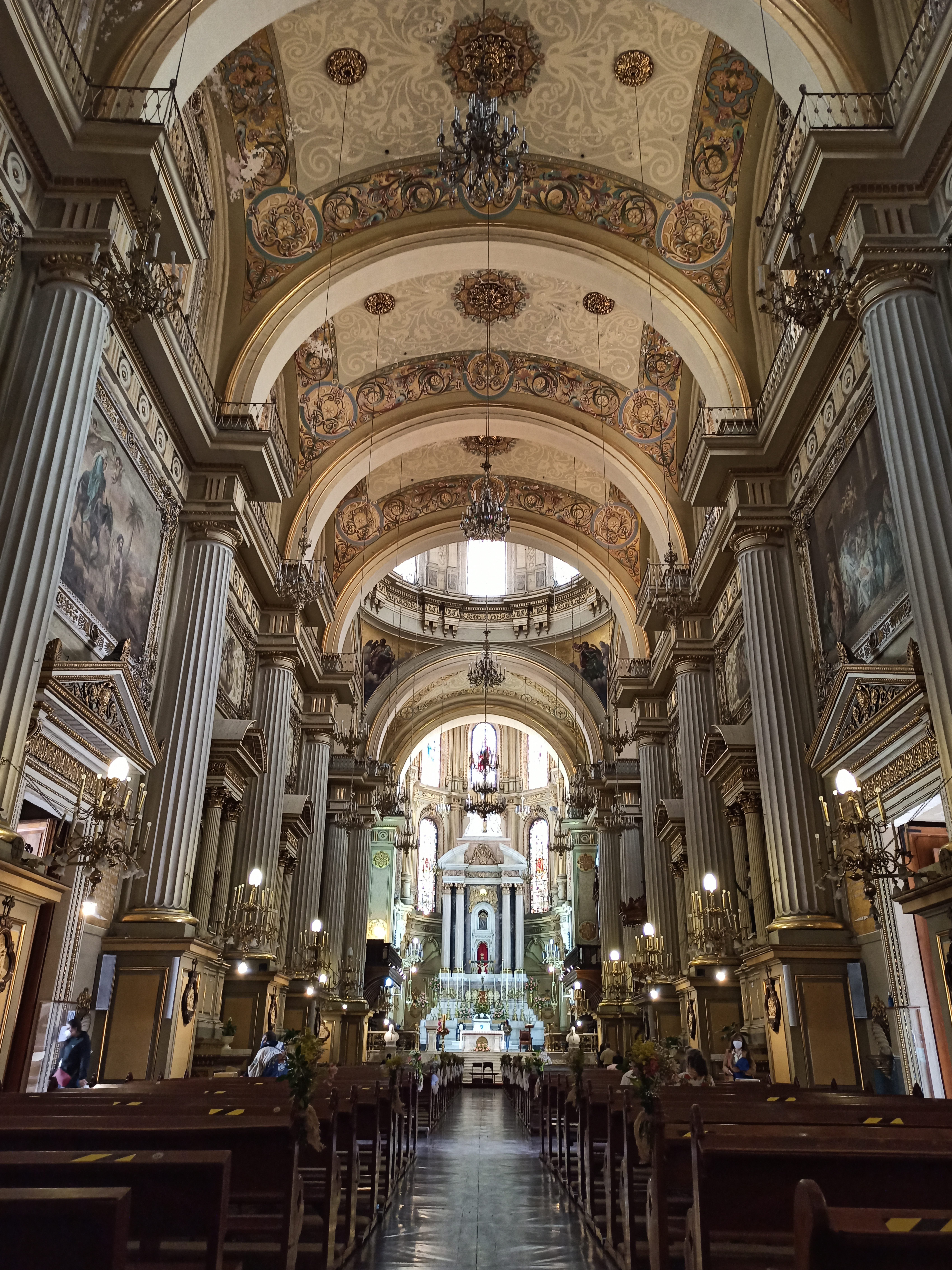
Intérieur de la cathédrale

Les dimensions de l'édifice sont les suivantes ;
- Longueur : 88 m
- Largeur : 40 m
- Hauteur de la nef : 20 m
- Hauteur des tours : 70 m
- Hauteur du dôme : 42 m